# Bariai
Le bariai (ou kabana) est une des langues ngero parlé par 1 380 locuteurs dans la province de Nouvelle-Bretagne occidentale, à l'est du cap Gloucester, sur la côte du nord-ouest. Il est proche à 72 % du kove et à 76 % du lusi. Le terme de « kabana » est accepté par les trois villages les plus orientaux mais est insultant pour le reste des locuteurs. C'est une langue SVO. C'est une langue dont la morphologie semble moins complexe que la plupart des langues austronésiennes. Ceux qui parlent l'amara parlent presque à 100 % le bariai.

## Publications universitaires
Steve Gallagher et Carol Jean Gallagher ont publié Bariai (2000), Bariai Grammar Sketch (2005).